# Walnut Grove (Alabama)
Walnut Grove è un comune degli Stati Uniti d'America situato nella contea di Etowah dello Stato dell'Alabama.